# نونو سوزا
نونو سوزا (17 يناير 1974 بلشبونة في البرتغال - ) هو لاعب كرة قدم برتغالي في مركز الهجوم. لعب مع إشتوريل برايا ومافرا ونادي باسوش دي فيريرا ونادي بيلينينسش ونادي ريو أفي ونادي فاتيما ونادي غوندومار ونادي فيزيلا وA.D. Esposende ‏ وU.F.C.I. Tomar ‏ ونادي فييرينسي.

## وصلات خارجية
- نونو سوزا على موقع قاعدة بيانات كرة القدم.إي يو (الإنجليزية)
- نونو سوزا على موقع Soccerway.com (الإنجليزية)